# Duje Bonačić
Duje Bonačić (ur. 10 kwietnia 1929 w Splicie, zm. 24 stycznia 2020 tamże) – chorwacki wioślarz reprezentujący Jugosławię, złoty medalista olimpijski.

## Życiorys
Bonačić urodził się w Splicie, jako syn Chorwata i Słowenki; miał starszego brata Vojko i siostrę Nevenkę. Ukończył nauki przyrodnicze w Zagrzebiu i zajął się wiosłowaniem, aby budować mięśnie, ponieważ ważył tylko 56 kg przy wysokości 183 cm w tym czasie. 
Wystąpił na igrzyskach olimpijskich w Helsinkach w 1952 roku, gdzie osada Jugosławii w składzie: Duje Bonačić, Velimir Valenta, Mate Trojanović i Petar Šegvić zdobyła złoty medal w czwórkach bez sternika. W finale o 2,9 sekundy wyprzedzili Francuzów, a o 7,3 sekundy pokonali osadę Finlandii. Był to jego jedyny start olimpijski i zarazem jedyny w historii złoty medal w wioślarstwie dla Jugosławii.
Na rozgrywanych rok później mistrzostwach Europy w Kopenhadze w tym samym składzie zajęli piąte miejsce.
Po wycofaniu się z zawodów pracował jako profesor geografii, meteorologii i oceanografii w szkołach morskich, a także pełnił funkcję trenera i sędziego w wioślarstwie i żeglarstwie.
Po śmierci Željko Čajkovskiego w dniu 11 listopada 2016 roku został najstarszym zdobywcą medali olimpijskich w Chorwacji.
Bonačić zmarł 24 stycznia 2020 roku po krótkiej chorobie.
Jego kuzyn, Boris Gregorka, reprezentował Jugosławię w gimnastyce.